# Abdennour Bendjemaa
Abdennour Bendjemaa (* 22. Mai 1998) ist ein algerischer Leichtathlet, der sich auf den Sprint spezialisiert hat.

## Sportliche Laufbahn
Erste internationale Erfahrungen sammelte Abdennour Bendjemaa im Jahr 2017, als er bei den Juniorenafrikameisterschaften in Tlemcen in 3:20,04 min den fünften Platz mit der algerischen 4-mal-400-Meter-Staffel belegte. 2022 startete er bei den Mittelmeerspielen in Oran und gewann dort mit neuer Bestleistung von 46,06 s die Bronzemedaille im 400-Meter-Lauf hinter dem Portugiesen João Coelho und Hamza Dair aus Marokko. Zudem siegte er mit der Staffel in 3:03,41 min. Anschließend schied er bei den Islamic Solidarity Games in Konya mit 46,26 s im Vorlauf über 400 Meter aus und gewann mit der Staffel in 3:04,52 min die Silbermedaille hinter dem marokkanischen Team. 2024 schied er bei den Afrikaspielen in Accra mit 47,48 s im Halbfinale aus und belegte mit der Staffel in 3:08,08 min den siebten Platz. Im Juni schied er dann bei den Afrikameisterschaften in Douala mit 46,61 s in der Vorrunde über 400 Meter aus. Im Jahr darauf gewann er bei den Arabischen Meisterschaften in Oran in 46,18 s die Silbermedaille hinter dem Saudi-Araber Mazen al-Yasen.
2024 wurde Bendjemaa algerischer Meister im 200- und 400-Meter-Lauf.

## Persönliche Bestleistungen
- 200 Meter: 21,09 s (+0,5 m/s), 11. Mai 2024 in Oran
- 400 Meter: 45,85 s, 11. April 2025 in Béjaïa
- 800 Meter: 1:52,20 min, 26. Juli 2019 in Algier